# Scarborough Fair
Я́рмарка в Ска́рборо (англ. Scarborough Fair) — английская народная баллада.
Песня рассказывает историю молодого человека, который просит слушателя (который идёт на ярмарку в Скарборо) передать своей бывшей любимой, что если она выполнит для молодого человека несколько невозможных заданий (сделает ему рубашку без швов, потом выстирает её в сухом колодце и т. д.), то он разрешит ей вернуться.
Часто песня поётся в дуэте с женщиной, которая в ответ просит своего любимого сделать несколько столь же невыполнимых заданий, обещая отдать ему бесшовную рубашку, как только он закончит.
Версии баллады, известные под названием «Ярмарка в Скарборо», как правило, ограничиваются обменом невозможными задачами. Текст баллады, по всей видимости, имеет нечто общее с менее известной шотландской балладой «The Elfin Knight» (с англ. — «Эльфийский рыцарь»), история которой прослеживается до 1670-х годов и даже ранее. В этой балладе эльф угрожает похитить молодую девушку и сделать своей любовницей, если она не сможет выполнить невыполнимую задачу, на что она отвечает списком заданий, которые сначала должен выполнить он сам.
Мелодия типична для средневековой английской баллады.
В связи с давней историей и большой популярностью баллады существует большое количество различных версий её текста. Хотя к концу XVIII века существовало несколько десятков версий текста, в наши дни исполняются лишь немногие из них.
Упоминания о балладе «Ярмарка в Скарборо» и рефрен «parsley, sage, rosemary and thyme» (с англ. — «петрушка, шалфей, розмарин и тимьян») встречаются в версиях XIX века; рефрен, возможно, был заимствован из баллады «Riddles Wisely Expounded» (с англ. — «Мудро истолкованные загадки»), которая имеет аналогичный сюжет.